# سیارک ۵۲۴۸۰
سیارک ۵۲۴۸۰ (به انگلیسی: 52480 Enzomora، نامگذاری:1995UM5) پنجاه و دو هزار و چهارصد و هشتادمین سیارک کشف شده‌است که در ۲۰ اکتبر ۱۹۹۵ کشف شد.